# Buffy the Vampire Slayer Season Eight
Buffy the Vampire Slayer Season Eight , ou Buffy, A Caça-Vampiros: Oitava Temporada, no Brasil, é uma série em quadrinhos publicada pela Dark Horse Comics. Serve como continuação para a versão televisiva encerrada em 2003, Buffy, A Caça-Vampiros, e segue os acontecimentos mostrados na última temporada da série vista na televisão. Produzida por Joss Whedon, o primeiro arco da série, "O Longo Caminho de Casa" (The Long Way Home), foi inicialmente publicado em 14 de março de 2007 nos Estados Unidos.
Originalmente idealizada em 25 edições, a série foi prolongada pelo editor Scott Allie para ir "acima de 50, ou mais", antes de finalmente decidir-se que serão 40 edições lançadas. Em 24 de Setembro de 2009, Joss Whedon anunciou oficialmente a nona temporada. Aleatórias à série, foram publicados cross-overs notáveis de uma edição só; um da personagem Willow, intitulado Buffy the Vampire Slayer: Willow, e do personagem Riley Finn, Buffy the Vampire Slayer: Riley. A volta do título Tales Of the Vampires e da personagem Fray, a caçadora futurística da minissérie em quadrinhos de mesmo nome criada por Joss Whedon e prublicada em 2001, também retornou em algumas edições; além da série Angel: After The Fall, que é a continuação do spin-off da caça-vampiros, Angel, e se passa antes da Oitava Temporada.
No Brasil, as dez primeiras edições foram publicadas pela Panini Comics, enquanto que nos EUA a série se encerrou em 19 de janeiro de 2011, em sua quadragésima edição, após quatro anos sendo publicada. A Temporada Nove iniciou-se em Agosto ou Setembro de 2011. A oitava temporada de Buffy ainda ganhou uma versão animada e dublada, mas não contando com as vozes dos atores originais da série. Os quadrinhos animados foram lançados em Blu-Ray e DVD, e também em iTunes, em 19 de Julho de 2010. A Oitava Temporada deu início nos EUA a uma série de relançamentos ou continuidades em quadrinhos de outras séries televisivas já finalizadas, como Charmed e Pushing Daisies.

## Sinopse
Alguns anos após os fatos mostrados na série televisiva, Buffy Summers lidera uma organização mundial de caçadoras, ao lado de seus amigos Xander, o comandante da tropa ao lado de Buffy, e Willow, agora uma feiticeira muito poderosa. O que anteriormente já era difícil se torna ainda pior, quando os maiores desafios da organização não são mais apenas os vampiros e demônios das patrulhas na escola ou na universidade. Agora, o mundo se mostra contra as Caçadoras, com o Governo e o Exército Americano as considerando parte de grandes facções terroristas. O grande vilão é o misterioso Twilight, (ou "O Ocaso", no Brasil), que lidera uma equipe composta por Amy Madison, agora uma bruxa inescrupulosa, Warren Mears, que ainda vive mesmo depois de extirpado pela maligna e vingativa Willow anos antes, e o General Voll, que ao lado do governo americano, pretende exterminar as jovens exterminadoras de vampiros ao redor do mundo. Riley Finn é o agente secreto de Buffy infiltrado no campo inimigo, e os Scoobies aindam contam com a ajuda da caçadora rebelada Faith Lehane, de Robyn Wood, o caçador de vampiros, e até mesmo do Conde Drácula. Enquanto o mundo se vira contra a Caçadora, os vampiros ganham popularidade e apoio dos seres humanos através das campanhas de Harmony Kendall. A vampira então burra e inútil se torna uma estrela da televisão e torna a imagem do vampiro, além de pública, cultuada. Além de demônios e inimigos humanos, Buffy ainda precisa enfrentar as Caçadoras que não escolheram um bom rumo, usando seus poderes para o mal, e lidar com o fato de ter mudado o mundo, tendo constituído uma guerra contra o inimigo. Em meio a essa guerra, revelações são feitas, descobertas e traições acontecem, e Buffy é obrigada a tomar atitudes que mudam o mundo uma vez mais, dessa vez abalando a vida de todos, e a dela mesma, para sempre.

## Escritores e ilustradores
Os primeiros arcos da Oitava Temporada foram escritos por Joss Whedon, seguido por Brian K. Vaughan e Drew Goddard. Jeph Loeb também roteirizou algumas das edições, e escritores vistos ainda na série de TV, como Jane Espenson, Drew Greenberg, Steven S. DeKnight e Jim Krueger também narraram a série. Atualmente, é Brad Meltzer quem escreve a Oitava Temporada nos EUA.
As capas originais das edições trazem o trabalho realista de Jo Chen.
Georges Jeanty traz os personagens de volta à vida em todas as quarenta edições. Tal qual a arte de Chen, o trabalho do artista foi bem elogiado por ser dinâmico e verdadeiro aos personagens, ao invés de simples reproduções dos rostos dos atores. Entretanto, dividiu opiniões quando comparado às capas de Jo Chen, alguns críticos apontando que os desenhos deixam a desejar, enquanto que as capas captam de forma incrivelmente detalhada as expressões dos personagens lembradas pelos fãs de Buffy.

## Premiações
A série foi indicada ao Eisner Award em 2008 nas categorias "Melhor Série Nova" e "Melhor Série", vencendo apenas a primeira, além de vencer várias outras indicações, como
- Diamond Comic Distributors em 2007, de melhor História em Quadrinhos, pela edição número 1, em 2007
- Diamond Comic Distributors em 2007 e em 2008, como a Série Licenciada do Ano, pelo mesmo número
- GLAAD Media Awards 20th Annual em 2009, Best Outstanding Comic Book, pelo arco Wolves at the Gate
- Wizard Magazine Fan Awards 2009 (#211 Platinium Edition) em 2009, Melhor Série Licenciada e Heroína Favorita (Buffy Summers)